# Gagliano del Capo
Gagliano del Capo är en ort och kommun i provinsen Lecce i regionen Apulien i Italien. Kommunen hade 5 098 invånare (2017).